# Lillian Müller
Lynn Schiller Mesina Miller
Marilyn Lange Patti McGuire
Lillian Müller  (née le 19 août 1951 à Grimstad en Norvège) est un modèle de charme et une actrice de cinéma et de télévision. Elle a été playmate de Playboy en août 1975 puis Playmate de l'Année en 1976.

## Biographie
Lillian est la fille d'un ingénieur naval de Kristiansand et suivait des études linguistiques à Londres où elle saisit l'occasion d'aborder le mannequinat. 
Outre des photos pour des publicités, 
elle a été cinq fois Page Three Girl (jeune femme posant seins nus en page trois d'un tabloid britannique), apparaissant pour la première fois en janvier 1974, puis obtint une certaine célébrité après avoir été remarquée par Suze Randall, devenue son amie, qui en prit de nombreuses photos. Elle fut repérée par Victor Lownes, directeur de Playboy à Londres et les deux femmes partirent pour Chicago ou Lillian posa pour la couverture et l'article qui lui fut consacré, en tant que playmate (Miss Août 1975) du magazine Playboy (le dépliant central étant réalisé par Dwight Hooker). 
Elle fut la seconde playmate norvégienne en 1975, après Ingeborg Sørensen (Miss Mars 1975) et obtint son titre de séjour grâce à l'intervention de Hugh Hefner. 
Lillian fut nommée Playmate de l'Année 1976, seconde norvégienne à obtenir le titre après Liv Lindeland en 1972. En cadeau, elle reçut notamment une automobile BMW 530i, troisième voiture de luxe allemande attribuée de façon consécutive à la Playmate de l'Année, après le coupé Mercedes-Benz 450SL de Cyndi Wood en 1974 et la Porsche 911 de Marilyn Lange en 1975.
Elle devint pendant quelque temps (1975-1976) la maîtresse du fondateur du magazine et ils restent amis depuis leur séparation.  
Elle fit encore, seule, la couverture de quatre autres numéros de Playboy, en décembre 1975, juin 1976, mai 1977 et août 1986 ainsi que celle de nombreuses éditions étrangères (Allemagne, France, Japon, Mexique, Norvège, Turquie) qui en firent leur playmate du mois. 
Elle fut une des 11 Playmates de l'Année présentes en septembre 1979, lors de la grande fête organisée pour les 25 ans du magazine au Manoir Playboy de Los Angeles, qui au total rassembla 136 playmates. 
Lillian Müller est apparue dans plusieurs films et dans le clip vidéo Hot for Teacher (en) de Van Halen (en tant que professeur de chimie sexy). 
Elle est parfois désignée sous les noms de Inga Anderssen, Lillian Mueller, Yulis Revel, Yuliis Ruval, ou Yullis Ruval.

## Films
- Rosemary's Daughter (en) (1976) .... Annemarie Nitribitt
- Treize femmes pour Casanova (1977) .... Beata
- The Night They Took Miss Beautiful (en) (1977) (TV) .... Lillie Schaefer
- Hometown USA (1979) (as Yuliis Ruval) .... Mrs. Rodney C. Duckworth
- Il était une fois un espion (Once Upon a Spy) (1980) (TV) (as Yuliis Ruval)
- Miracle on Ice (1981) (TV) .... hôtesse de l'air
- Death Ray 2000 (1981) (TV) (as Yuliis Ruval) .... Ilse Lander
- The Devil and Max Devlin (1981) .... Veronica (Devil Council)
- King of the Mountain (1981) .... Jamie Winter
- Une défense canon (Best Defense) (1984) (as Yuliis Ruval) .... une chanteuse française
- Stewardess School (1986) (as Yuliis Ruval) .... une jolie blonde